# Acsarai (província)
Acsarai (em turco: Aksaray) é uma província do centro da Turquia, com capital na cidade homónima, situada na região da Anatólia Central. Tem 7 659 km² de área e em dezembro de 2021 tinha 429 069 habitantes (densidade: 56 hab./km²).
| Províncias adjacentes à de Acsarai |                               |                       |
| Ancara                             | Ancara e Querxequir(Kırşehir) | Querxequir            |
| Cônia (Konya)                      |                               | Nevexequir (Nevşehir) |
| Cônia                              | Cônia e Nide (Niğde)          | Nide                  |

A província está subdividida nos seguintes distritos:
- Ağaçören
- Acsarai
- Eskil
- Gülağaç
- Güzelyurt
- Ortaköy
- Sarıyahşi
- Sultanhanı